# Eleccions municipals de l'Uruguai de 2005
Les eleccions municipals de l'Uruguai de 2005 es van celebrar el 8 de maig del 2005 amb la intenció d'escollir un nou intendent municipal per cada departament de la República Oriental de l'Uruguai. El país es divideix administrativament en dinou departaments, cadascun dels quals es troba governat per un intendent, que desenvolupa la tasca executiva, i una Junta Departamental composta per edils, que compleixen funcions legislatives.
El partit governant de l'esquerra, el Front Ampli (FA), en va obtenir la victòria electoral a vuit departaments, mentre que el Partit Nacional i el Partit Colorado van aconseguir deu intendències i una intendència, respectivament. El FA va guanyar en les presidencials del 2004, acabant amb la competició clàssica entre els partits de la dreta i de la centredreta que havien governat sempre el país.
En les municipals del 2000, el Partit Nacional havia obtingut tretze intendències, el Partit Colorado cinc, i el Front Ampli només una victòria a Montevideo. En comparació amb aquestes eleccions, el FA va tenir una victòria neta a set departaments, el PN una pèrdua a quatre departaments, i el PC una altra pèrdua a tres departaments.

## Resultats

Departaments de l'Uruguai acolorits segons els partits polítics triomfants:
Partit Nacional
Front Ampli
Partit Colorado

Resum dels resultats de les eleccions municipals de l'Uruguai del 8 de maig de 2005 Resultats
| Candidats - Partits  | Vots      | %     |
| -------------------- | --------- | ----- |
| Front Ampli          | 1.043.967 | 50,44 |
| Partit Nacional      | 643.020   | 31,06 |
| Partit Colorado      | 360.944   | 17,44 |
| Partit Independent   | 19.568    | 0,95  |
| Altres               | 2.420     | 0,12  |
|                      |           |       |
| Font: Cort Electoral |           |       |

### Resultats finals en xifres (per departament)
Percentatge de vots escrutats: 100%
| Departament    | Front Ampli | Partit Nacional | Partit Colorado | Partit Independent. | Partit dels Treball. | Partit Intrans. | Partit Liberal | Partit Unió Cívica | En blanc | Sobres a/Fulles anul·lades | Observ. Anul·lats | Suma Vots No Observ. | Habilitats |
| Artigas        | 17.164      | 19.346          | 10.897          | 0                   | 0                    | 0               | 0              | 0                  | 784      | 417                        | 14                | 48.622               | 55.803     |
| Canelones      | 180.659     | 78.081          | 18.743          | 2.382               | 97                   | 0               | 0              | 0                  | 10.600   | 4.564                      | 46                | 295.172              | 333.347    |
| Cerro Largo    | 20.158      | 34.234          | 3.684           | 0                   | 0                    | 0               | 0              | 0                  | 955      | 399                        | 16                | 59.446               | 65.844     |
| Colonia        | 28.873      | 47.309          | 6.669           | 0                   | 0                    | 0               | 0              | 0                  | 2.018    | 1.122                      | 10                | 86.001               | 96.246     |
| Durazno        | 12.147      | 22.749          | 2.977           | 393                 | 0                    | 0               | 0              | 0                  | 820      | 413                        | 17                | 39.516               | 44.505     |
| Flores         | 3.324       | 13.611          | 1.315           | 0                   | 0                    | 0               | 0              | 0                  | 306      | 117                        | 0                 | 18.673               | 21.084     |
| Florida        | 20.642      | 20.270          | 7.171           | 0                   | 0                    | 0               | 0              | 0                  | 1.029    | 585                        | 20                | 49.717               | 55.493     |
| Lavalleja      | 9.112       | 30.902          | 2.966           | 357                 | 0                    | 0               | 0              | 0                  | 1.082    | 388                        | 8                 | 44.815               | 49.462     |
| Maldonado      | 45.585      | 43.877          | 2.788           | 1.386               | 0                    | 0               | 0              | 0                  | 1.625    | 1.030                      | 15                | 96.306               | 107.844    |
| Montevideo     | 515.869     | 87.757          | 228.320         | 13.095              | 283                  | 1.799           | 150            | 0                  | 22.872   | 119.17                     | 168               | 882.230              | 1.044.380  |
| Paysandú       | 35.385      | 32.329          | 4.469           | 545                 | 0                    | 0               | 0              | 0                  | 1.315    | 555                        | 21                | 74.619               | 86.048     |
| Río Negro      | 13.786      | 17.097          | 2.374           | 0                   | 0                    | 0               | 0              | 0                  | 709      | 314                        | 14                | 34.294               | 39.102     |
| Rivera         | 14.074      | 17.918          | 34.141          | 0                   | 91                   | 0               | 0              | 0                  | 1.449    | 529                        | 19                | 68.221               | 78.984     |
| Rocha          | 25.080      | 18.852          | 4.557           | 0                   | 0                    | 0               | 0              | 0                  | 1.611    | 699                        | 17                | 50.816               | 56.669     |
| Salto          | 30.685      | 28.541          | 16.687          | 466                 | 0                    | 0               | 0              | 0                  | 1.488    | 667                        | 19                | 78.553               | 90.970     |
| San José       | 22.358      | 39.591          | 1.874           | 432                 | 0                    | 0               | 0              | 0                  | 1.563    | 687                        | 7                 | 66.512               | 73.478     |
| Soriano        | 20.290      | 30.773          | 5.495           | 512                 | 0                    | 0               | 0              | 0                  | 1.372    | 662                        | 11                | 59.115               | 66.646     |
| Tacuarembó     | 13.690      | 45.093          | 2.805           | 0                   | 0                    | 0               | 0              | 0                  | 1.189    | 362                        | 7                 | 63.146               | 71.435     |
| Treinta y Tres | 15.086      | 14.690          | 3.012           | 0                   | 0                    | 0               | 0              | 0                  | 596      | 372                        | 2                 | 33.758               | 37.336     |
| Total          | 1.043.967   | 643.020         | 360.944         | 19.568              | 471                  | 1.799           | 150            | 0                  | 53.383   | 25.799                     | 431               | 2.149.532            | 2.474.676  |